# Sint-Agathakerk (Boekel)
De Sint-Agathakerk is de rooms-katholieke parochiekerk van de Brabantse plaats Boekel.

## Geschiedenis
In 1358 werd een kapel gebouwd, gewijd aan Agatha van Sicilië. Deze kapel werd in 1766 flink uitgebreid vanwege het groeiend aantal bezoekers. Het aantal inwoners van Boekel bleef groeien en in 1830 werd daarom een geheel nieuwe kerk (Waterstaatskerk) gebouwd, die in 1832 in gebruik werd genomen.
In 1915 bleek dat de Waterstaatskerk door verkeerd bouwmateriaal verzakte en scheuren vertoonde. Daarom werd besloten om wederom een nieuwe kerk te bouwen, omdat herstel van de oude kerk te duur zou zijn. Joseph Franssen tekende het ontwerp, en in 1924 werd de kerk (die een stukje oostelijker kwam te liggen) gebouwd. Oorspronkelijk had Franssen een gebouw ontworpen met twee torens, maar door geldgebrek is de tweede toren nooit gerealiseerd.
De oude Waterstaatkerk werd in de daaropvolgende jaren gesloopt. De toren werd in 1926 opgeblazen. Naast de entree van de Agathakerk staat een Heilig Hartbeeld.